# Maurice Harkless
Maurice José "Moe" Harkless (Nueva York, Nueva York, 11 de mayo de 1993) es un jugador de baloncesto estadounidense, de ascendencia puertorriqueña, que se encuentra sin equipo. Con 2,01 metros de estatura, juega en la posición de alero.

## Trayectoria deportiva

### Universidad
Jugó durante una única temporada con los Red Storm de la Universidad de St. John's, en la que promedió 15,5 puntos, 8,6 rebotes, 1,6 robos de balón, 1,5 asistencias y 1,4 tapones por partido, que le sirvieron para ser elegido rookie del año de la Big East Conference, convirtiéndose en el segundo jugador de St. John's en lograr dicho galardón tras David Russell, que lo consiguió en 1980.
Al término de su primera temporada, se declaró elegible para el Draft de la NBA, renunciando a tres años más de carrera universitaria.

#### Estadísticas
| Año     | Equipo     | PJ | PT | MPP  | %TC  | %3P  | %TL  | RPP | APP | ROB | TPP | PPP  |
| ------- | ---------- | -- | -- | ---- | ---- | ---- | ---- | --- | --- | --- | --- | ---- |
| 2011-12 | St. John's | 32 | 32 | 36.1 | .452 | .215 | .676 | 8.6 | 1.5 | 1.6 | 1.4 | 15.5 |

### Profesional
Fue elegido en la decimoquinta posición del Draft de la NBA de 2012 por Philadelphia 76ers, pero se vio envuelto en un acuerdo entre cuatro equipos por el cual era traspasado junto con Nikola Vučević y una futura primera ronda del draft a Orlando Magic, los Denver Nuggets traspasaron a Arron Afflalo, Al Harrington y una primera ronde del 2014 a los Magic; Los Angeles Lakers enviaron a Christian Eyenga, Josh McRoberts y una primera ronda de 2017 también a Orlando, y a Andrew Bynum a los Sixers; los Orlando Magic mandaron a Earl Clark, Chris Duhon y Dwight Howard a los Lakers; los Magic a Jason Richardson a los Sixers, y éstos enviaron a Andre Iguodala a Denver Nuggets.
Debutó con los Magic el 7 de noviembre de 2012 ante Minnesota Timberwolves, consiguiendo 7 puntos, 5 rebotes y 3 robos de balón.
El 14 de julio de 2015, Harkless fue traspasado a Portland Trail Blazers.
Tras cuatro temporadas en Portland, el 1 de julio de 2019 fue traspasado, junto a Meyers Leonard, a Miami Heat a cambio de Hassan Whiteside. Pero ese mismo día es traspasado a Los Angeles Clippers.
El 6 de febrero de 2020 es traspasado a New York Knicks a cambio de Isaiah Thomas y Marcus Morris.
Después de unos meses en New York, el 21 de noviembre de 2020, ficha por Miami Heat. Pero tras unos meses, el 25 de marzo de 2021, es traspasado a Sacramento Kings junto a Chris Silva, a cambio de Nemanja Bjelica.
El 1 de julio de 2022 es traspasado, junto a Justin Holiday, a Atlanta Hawks a cambio de Kevin Huerter. Pero el 28 de septiembre es traspasado a Oklahoma City Thunder a cambio de Vít Krejčí.
El 30 de septiembre de 2022 es traspasado junto a Derrick Favors, Ty Jerome y Theo Maledon a Houston Rockets, a cambio de David Nwaba, Sterling Brown, Trey Burke y Marquese Chriss. Pero el 11 de octubre es cortado por los Rockets.
El 26 de noviembre de 2023, se unió a los Rip City Remix NBA G League, siendo cortado el 30 de enero de 2024, tras siete encuentros.

## Estadísticas de su carrera en la NBA

### Temporada regular
| Año     | Equipo        | PJ  | PT  | MPP  | %TC  | %3P  | %TL  | RPP | APP | ROB | TPP | PPP  |
| ------- | ------------- | --- | --- | ---- | ---- | ---- | ---- | --- | --- | --- | --- | ---- |
| 2012-13 | Orlando       | 76  | 59  | 26.0 | .461 | .274 | .570 | 4.4 | .7  | 1.2 | .8  | 8.2  |
| 2013-14 | Orlando       | 80  | 41  | 24.4 | .464 | .383 | .594 | 3.3 | 1.0 | 1.2 | .6  | 7.4  |
| 2014-15 | Orlando       | 45  | 4   | 15.0 | .399 | .179 | .537 | 2.4 | .6  | .7  | .2  | 3.5  |
| 2015-16 | Portland      | 78  | 14  | 18.7 | .474 | .279 | .622 | 3.6 | .9  | .6  | .4  | 6.4  |
| 2016-17 | Portland      | 77  | 69  | 28.9 | .503 | .351 | .621 | 4.4 | 1.2 | 1.1 | .9  | 10.0 |
| 2017-18 | Portland      | 59  | 37  | 21.4 | .495 | .415 | .712 | 2.7 | .9  | .8  | .7  | 6.5  |
| 2018-19 | Portland      | 60  | 53  | 23.6 | .487 | .275 | .671 | 4.5 | 1.2 | 1.1 | .9  | 7.7  |
| 2019-20 | L.A. Clippers | 50  | 38  | 22.8 | .516 | .370 | .571 | 4.0 | 1.0 | 1.0 | .6  | 5.5  |
| 2019-20 | New York      | 12  | 10  | 23.8 | .455 | .280 | .625 | 3.3 | 1.7 | .8  | .3  | 6.8  |
| 2020-21 | Miami         | 11  | 3   | 11.3 | .385 | .455 | .000 | 1.2 | .6  | .2  | .4  | 1.4  |
| 2020-21 | Sacramento    | 26  | 20  | 24.9 | .421 | .247 | .805 | 2.9 | 1.4 | 1.1 | .6  | 6.9  |
| 2021-22 | Sacramento    | 47  | 24  | 18.4 | .459 | .307 | .714 | 2.4 | .5  | .6  | .5  | 4.6  |
| Total   | Total         | 621 | 371 | 22.6 | .474 | .320 | .624 | 3.5 | .9  | .9  | .6  | 6.9  |

### Playoffs
| Año   | Equipo   | PJ | PT | MPP  | %TC  | %3P  | %TL  | RPP | APP | ROB | TPP | PPP  |
| ----- | -------- | -- | -- | ---- | ---- | ---- | ---- | --- | --- | --- | --- | ---- |
| 2016  | Portland | 11 | 11 | 24.7 | .427 | .341 | .480 | 5.1 | .6  | .9  | .3  | 11.0 |
| 2017  | Portland | 4  | 4  | 24.8 | .294 | .167 | .875 | 3.3 | .8  | 1.3 | 1.3 | 7.3  |
| 2018  | Portland | 2  | 1  | 26.5 | .538 | .333 | –    | 4.0 | 2.0 | .0  | .5  | 8.0  |
| 2019  | Portland | 16 | 16 | 24.3 | .477 | .250 | .639 | 4.9 | 1.4 | 1.1 | 1.0 | 8.4  |
| Total | Total    | 33 | 32 | 24.6 | .436 | .289 | .609 | 4.7 | 1.1 | 1.0 | .8  | 9.1  |